# Elaver vulnerata
Elaver vulnerata là một loài nhện trong họ Clubionidae.
Loài này thuộc chi Elaver. Elaver vulnerata được Otto Kraus miêu tả năm 1955.